# Stavros Gavriel
Stavros Gavriel (Nicosia, 29 de enero de 2002) es un futbolista chipriota que juega en la demarcación de extremo para el SV Zulte Waregem de la Primera División de Bélgica.

## Selección nacional
Hizo su debut con la selección de fútbol de Chipre el 12 de octubre de 2023 en un partido de clasificación para la Eurocopa 2024 contra Noruega que finalizó con un resultado de 0-4 a favor del combinado noruego tras los goles de Alexander Sørloth, Fredrik Aursnes y un doblete de Erling Braut Haaland.

## Clubes
| Club                       | País    | Año       | Partidos | Goles |
| -------------------------- | ------- | --------- | -------- | ----- |
| APOEL FC                   | Chipre  | 2020-2022 | 26       | 3     |
| Akritas Chlorakas (cedido) | Chipre  | 2022-2023 | 33       | 5     |
| APOEL FC                   | Chipre  | 2023-2024 | 13       | 2     |
| SV Zulte Waregem           | Bélgica | 2024-     | 41       | 8     |